# Essaimage

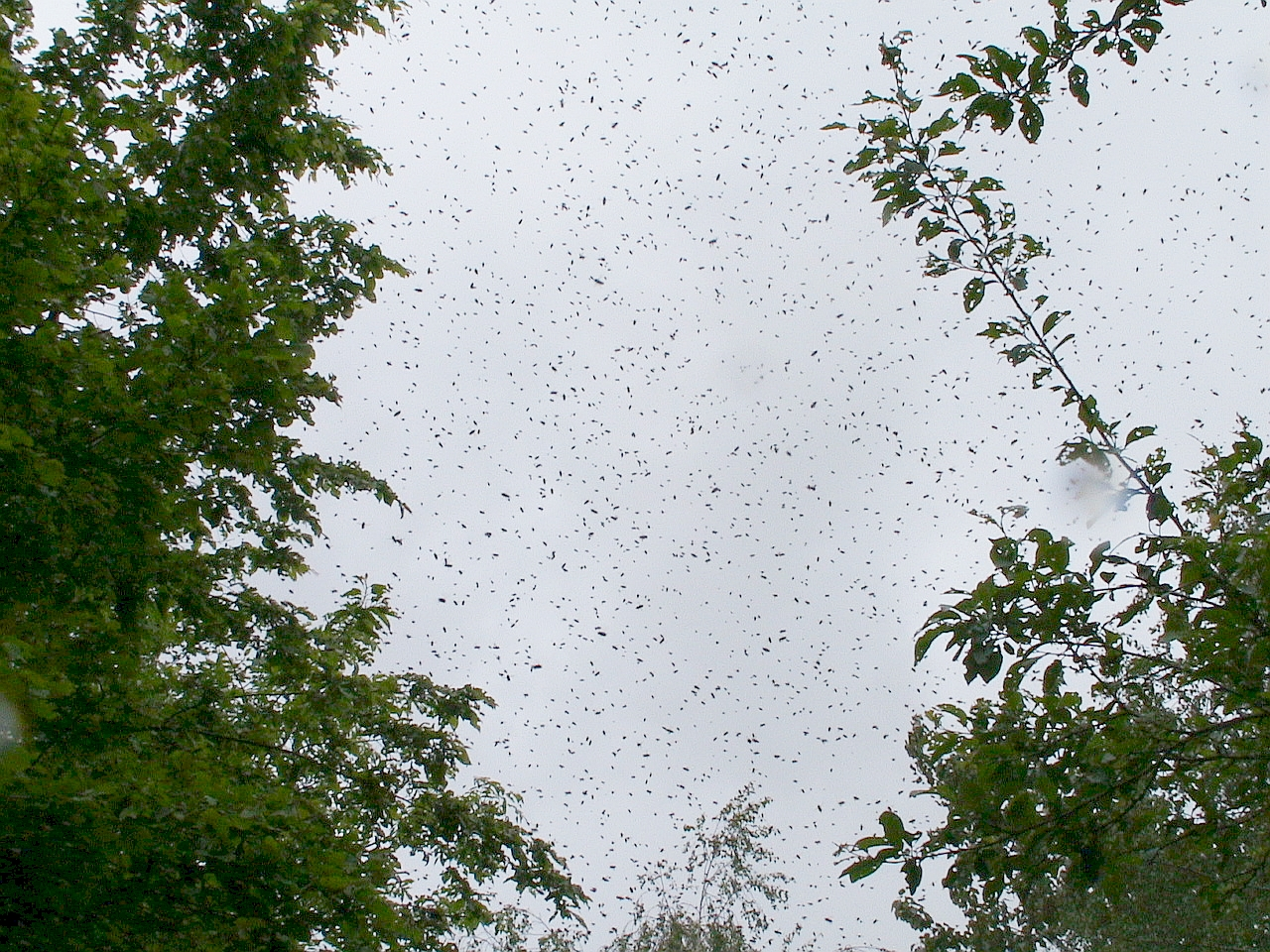
« Nuage d'abeilles » en vol.

L'essaimage est un phénomène observé dans les ruches d'abeilles, quand la reine et une partie des abeilles (l'essaim) quittent la ruche pour former une nouvelle colonie. L'essaim forme alors un nuage d'abeilles qui peut atteindre une vingtaine de mètres de long et qui parcourt son territoire à la recherche d'un endroit propice pour s'établir et reformer une colonie.

## Période d'essaimage
L'essaimage se produit généralement au milieu du printemps ou au début de l'été quand le climat est favorable et les ressources sont disponibles. Souvent avant les miellées, ce qui permet à la colonie-mère prise de « la fièvre d'essaimage » et à la partie restée dans la ruche de se développer, de construire sa nouvelle ruche et de constituer des provisions.

## Préparation - les signes précurseurs

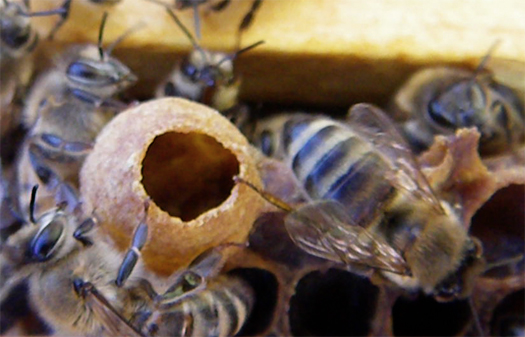
Cellule royale.

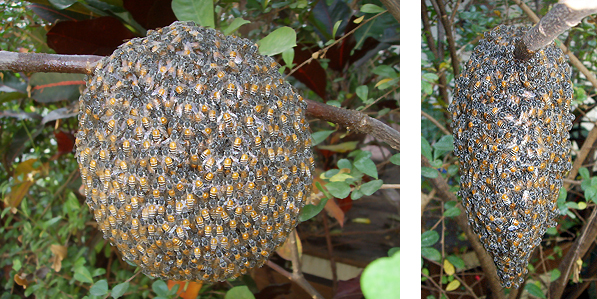
Chez l'abeille domestique, insecte social, l'essaim est en quelque sorte la propagule collective de la ruche.

En temps normal, la phéromone QMP (Phéromone mandibulaire royale dont l'élément principal est l'acide 9-oxodécénoïque) est émise en permanence par la reine. Elle empêche les ouvrières d'élever une autre reine. Si la reine se met à diffuser moins de phéromones, phénomène fréquent en vieillissant, la colonie est prise de la « fièvre d'essaimage ». Cette phéromone se diffuse également moins bien lorsqu'une ruche est pleine car l'air est donc les phéromones y circulent moins bien.
La fièvre d'essaimage est détectable grâce à des signes précurseurs :
- Les ouvrières bâtissent des cellules royales qui sont plus grosses que les autres et qui ont la particularité d'être construites verticalement, contrairement aux cellules horizontales de mâles, d'ouvrières ou de stockage de pollen ou de miel.
- Les ouvrières donnent des petits coups de tête à la reine et cessent de la nourrir. La reine pond donc de moins en moins. En temps normal, le couvain ouvert occupe plus de place que le couvain operculé. Quelques jours avant l'essaimage, à cause du manque de place pour pondre mais surtout à cause du ralentissement de la ponte, le couvain operculé occupe plus de place que le couvain ouvert. C'est au moment où ce rapport s'inverse que l'essaim part.
- Les ouvrières semblent désœuvrées sur la planche de vol. Leurs glandes à cire se développent et 6 petites plaques de cire apparaissent sur leur abdomen (on peut les voir en retournant l'abeille) pour être prêtes à construire de nouveaux rayons de cire alvéolaires dans la future ruche.

Quand la reine consent à déposer des œufs dans une dizaine de cellules royales ou que les ouvrières y ont transporté des œufs et qu'elles sont operculées, le processus est enclenché. Quelques jours plus tard, de jeunes reines vont naître. Amaigrie par l'arrêt de la ponte, l'ancienne reine peut désormais voler et accompagne l'essaim juste avant la naissance de celles qui la remplaceront. Ces princesses vont combattre à mort pour devenir la nouvelle reine-mère qui hérite de la ruche.
Avant de partir, chaque abeille se gave de miel afin de disposer d'assez d'énergie pour assurer la migration qui peut durer 3 jours. Le départ de l'essaim se fait à l'occasion d'un début d'après-midi ensoleillée, avec la moitié de l'effectif de la colonie (s'il s'agit d'un essaimage primaire). Après un essaimage primaire (de la vieille reine), un essaimage secondaire (avec une reine vierge) se forme souvent environ 8 jours après et parfois un tertiaire 3 à 4 jours plus tard.
Lorsqu'un essaim d'abeilles émerge d'une ruche, il ne s'envole pas directement vers son nouveau site. Il se pose généralement dans un arbre ou sur une branche à quelques mètres de la ruche d'origine (ce qui permet parfois à l'apiculteur de le récupérer s'il le voit à temps). A cet emplacement, l'essaim se regroupe autour de la reine et envoie entre 20 et 50 abeilles éclaireuses à la recherche de nouveaux sites convenables. Cet arrêt intermédiaire ne dure que de un à trois jours. C'est à partir de cet emplacement temporaire que la grappe déterminera le bon site de nidification en fonction du niveau d'excitation des danses des abeilles éclaireuses.

## Sélection du nouveau site d'installation: un choix démocratique

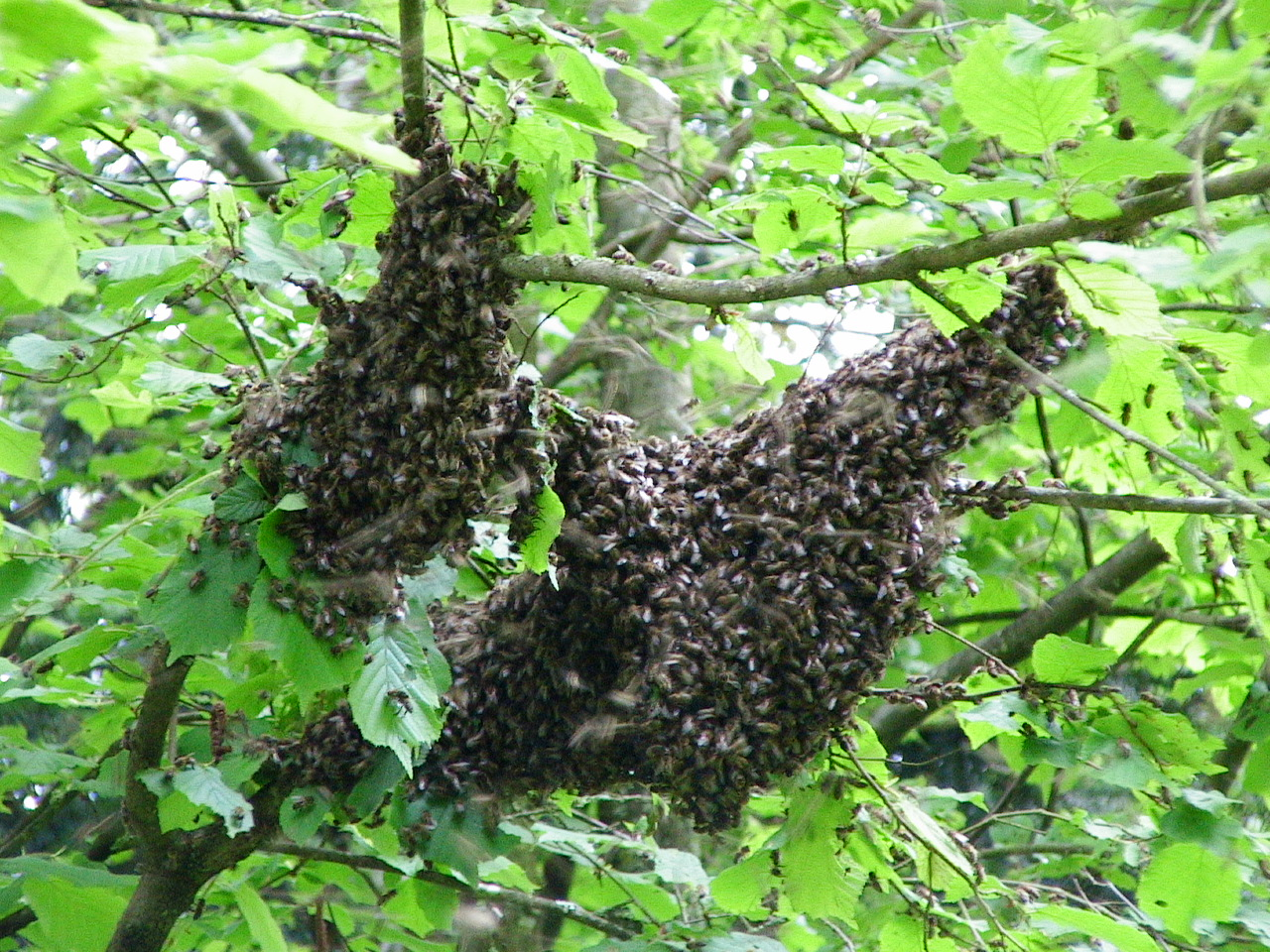
Un essaim fixé sur une branche

L'essaimage des abeilles est un véritable processus de démocratie directe et d'intelligence collective puisqu'il s'agit de parvenir à un consensus pour définir la future localisation de la colonie.
Après avoir quitté la ruche, un essaim se réunit dans un endroit abrité, en général dans un arbre ou sous une toiture, formant ce qu'on appelle une grappe (d'abeilles), et des éclaireuses (5 % de l'essaim, les abeilles les plus expérimentées du groupe) partent observer les environs sur une surface d'environ 70 km2 pour trouver un emplacement propice à l'établissement de la nouvelle colonie. Les éclaireuses revenant à l'essaim relatent une position qui leur semble propice à l'installation de la colonie par une danse dont la vivacité reflète la qualité du lieu désigné, et suffisamment explicite pour en indiquer la position.
Toutes les éclaireuses ont le même pouvoir d'information et présentent de manière transparente et souvent simultanément leurs découvertes. Selon l'intensité de la communication, l'abeille découvreuse d'un site va recruter un nombre plus ou moins grand de nouvelles éclaireuses qui iront chacune le visiter et entreprendre une évaluation indépendante. Elles pourront à leur tour donner leur opinion. Après plusieurs heures et parfois jusqu'à 3 jours de mutualisation perpétuelle des connaissances, un consensus émerge de ce processus décisionnel et aboutit au choix définitif de la destination. Une décision sera souvent prise lorsque quelque 80 % des éclaireuses sont convenues d'un seul endroit et / ou lorsqu'il y a un quorum de 20 à 30 éclaireurs présents sur un site de nidification potentiel. Quand cela arrive, tout le groupe prend son envol et s'envole vers lui. Un essaim peut voler un kilomètre ou plus vers l'emplacement choisi, avec les éclaireuses guidant le reste des abeilles en volant rapidement au-dessus dans la bonne direction.
Ce processus collectif de prise de décision réussit remarquablement à identifier le nouveau site le plus approprié et à maintenir l'essaim intact.
Un bon nid doit avoir les qualités suivantes :
- être suffisamment grand pour accueillir l'essaim (minimum 15 litres en volume, de préférence ~ 40 litres),
- être bien protégé des éléments (pas trop de vent) et recevoir une certaine quantité de chaleur du soleil (de préférence à mi-ombre et entrée exposée vers l'Est pour favoriser la chaleur du matin,
- avoir une petite entrée (environ 12,5 cm2) située au bas de la cavité,
- ne pas être infesté de fourmis.

Les sites de nidification avec des nids d'abeilles ou des ruches abandonnés sont privilégiés car les odeurs de miel et de propolis émises rassurent les éclaireuses (on s'en sert pour le piégeage d'essaim).
Une fois l'essaim définitivement fixé, les ouvrières bâtissent très rapidement des rayons de cire pour le nouveau couvain et pour y stocker du miel. La reine se remet à pondre seulement 3 jours après l'arrivée sur le nouveau site, permettant d'assurer le développement de la nouvelle colonie le plus tôt possible,.
La reine pouvant vivre jusqu'à 5 ans, elle pourra essaimer plusieurs fois dans sa vie (mais généralement les apiculteurs remplacent les reines chaque année ou tous les deux ans pour s'assurer d'une ponte maximale).
Si un essaim s'établit quelque part dans la nature, on dit qu'il retourne à l'état sauvage. Les abris peuvent être le creux dans un arbre, une cavité rocheuse, ou une construction humaine où on n'attendait pas vraiment la venue d'un essaim (et l'essaim risque d'être chassé ou capturé).

## Fréquence et types d'essaims
Note : texte à corriger car ne correspondant pas aux observations réalisées cette année sur le terrain. Voir discussion.
Il ne peut y avoir qu’une seule reine par colonie. Dans la ruche d'origine, la première reine émerge de sa cellule généralement une semaine après le premier essaimage. Elle voudra instinctivement éliminer les autres reines encore nichées dans leur cellule royale mais si la colonie est assez populeuse, elle protégera ses cellules et empêchera cette première reine de tuer ces reines sœurs. La première reine se mettra alors à chanter pour signaler sa présence. Si d'autres reines prêtes à naître entendent ce chant, elles y répondent depuis l'intérieur de leurs cellules et si la première reine estime qu'il y a trop de concurrentes à éliminer pour régner et trop d'opposition de la part des ouvrières, elle décide souvent de quitter la ruche dans un essaim secondaire pour éviter les nombreux combats potentiels. Le processus se répète avec la reine vierge émergente suivante. Il peut donc y avoir un essaimage tertiaire dans les ruches les plus populeuses.
Quand la colonie n'est plus assez forte pour s'opposer à la reine, elle laisse la première reine naissante tuer ses sœurs par une piqûre dans leur cellule mais si deux reines émergent au même moment, il s'ensuit un combat à mort qui peut blesser la survivante et produire ainsi une reine de piètre qualité. En revanche, si tout se passe bien, une semaine plus tard, la reine victorieuse effectue son premier vol nuptial.
Les essaims « primaire », « secondaire » et « tertiaire » comptent donc respectivement la moitié, le quart et le huitième de la population initiale de la ruche ; le contingent final dans la ruche est la différence (moitié, quart ou huitième) mais il se reconstitue assez vite grâce aux naissances issues du couvain important laissé par la vieille reine avant d'essaimer.
Un essaimage secondaire contiendra toujours au moins une jeune reine vierge et partira souvent une semaine après le primaire. Un tertiaire pourra suivre 3 ou 4 jours plus tard. Il arrive également que deux reines vierges partent avec un essaim secondaire ou tertiaire. Le combat pour le règne aura alors lieu dans la nouvelle ruche après l'installation.

### Essaimage progressif
Chez les abeilles méliponides aussi dites abeilles sans dard, la méthode d'essaimage est différente, et est appelée essaimage progressif. 
Les abeilles mélipones sont beaucoup plus prudentes et leur essaimage est un processus graduel : des abeilles éclaireuses et les abeilles ouvrières précèdent souvent la reine sur le nouveau site et commencent à construire le nouveau nid avant l’arrivée de la reine. Les abeilles transportent parfois des matériaux de l’ancien site vers leur nouveau nid pendant des semaines avant que le processus ne soit terminé.

## Risques
L'essaimage est une étape vulnérable dans la vie des abeilles. Pendant cette phase, elles sont approvisionnées seulement par le nectar ou le miel qu'elles portent dans leur estomac. Un essaim peut mourir de faim s'il ne trouve pas rapidement un site pour s'installer et des sources de nectar. Ceci se produit le plus souvent avec des essaims partis trop tôt dans la saison au printemps par un jour chaud qui est suivi par du temps froid ou pluvieux. La colonie d'origine, après s'être séparée d'un ou plusieurs essaims, est généralement bien approvisionnée en nourriture, mais la nouvelle reine peut être perdue ou mangée par des prédateurs pendant son vol d'accouplement, ou le mauvais temps peut empêcher son vol d'accouplement. Dans ce cas, la ruche n'a plus de jeune couvain pour élever des reines supplémentaires, et elle ne survivra pas.
Un essaim est très impressionnant, mais le danger pour l'Homme est moindre car une abeille issue d'un essaim pique rarement pour plusieurs raisons :
- Les abeilles sont sans logis, sans couvain et sans provisions. Elles n'ont rien à défendre.
- Chaque abeille remplit son jabot de miel avant le départ. C'est la seule source de nourriture disponible pour l'essaim à court-terme. Une abeille gavée de miel ne pique pas. C'est d'ailleurs pour cela qu'on enfume une ruche avant de s'en approcher, l'enfumage pousse les abeilles à se gaver de miel avant un éventuel départ d'urgence lié à un incendie.
- Le sacrifice en grand nombre des abeilles conduit directement à l'affaiblissement de l'essaim puisqu'une abeille meurt après avoir piqué un homme (arrachement de l'aiguillon). L'établissement de la nouvelle colonie nécessite de conserver le maximum d'effectif.

Un apiculteur peut donc s'approcher ou toucher un essaim sans grand danger de piqûre. Il est même possible d'installer l'essaim sur une partie dénudée du corps. Cela fait d'ailleurs l'objet de concours. Cependant, un tempérament calme et des mouvements très lents sont nécessaires dans toutes les manipulations, afin de laisser les abeilles prendre leur place sans se froisser, pour éviter d'être associé à un danger. Toutefois il est bon de savoir que toute abeille écrasée piquera en retour, quelle que soit son humeur.

## Rôle
L'essaimage est le mode naturel de reproduction et dispersion dans l'espace des colonies d'abeilles.
Chez certaines espèces de fourmis, autres insectes sociaux, l'essaimage est également le moment où de nombreuses princesses et de nombreux mâles fourmis s'envolent pour s'accoupler, reines et mâles sont poussés hors du nid pour s'envoler, s'accouplent et retombent au sol. Le mâle va mourir peu après, la reine, elle, va aller fonder un nouveau nid. Ces princesses sont les fameuses fourmis « ailées » qui ne constituent pas une espèce mais une caste.

## Facteurs favorisants et contrôle de l'essaimage
L’essaimage est dynamisé par :

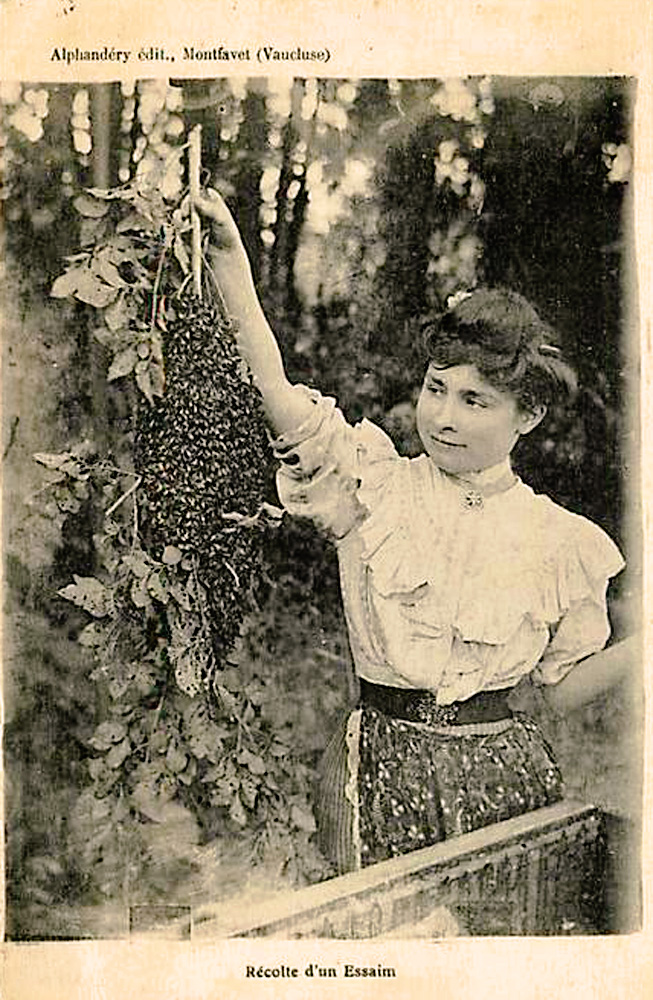
Récolte d'un essaim à Montfavet dans les années 1900.

- l'espèce de l'abeille. La Carnica est bien plus essaimeuse que la Noire ou l'Italienne,
- une ruche devenue trop petite pour héberger l'ensemble de la colonie. Cela survient généralement après l'arrivée d'importantes quantités de pollen qui font rapidement grossir la population de la colonie. On constate par exemple souvent un essaimage après la miellée du colza surtout si l'apiculteur tarde trop à installer les hausses qui, en augmentant le volume d'accueil de la ruche, repoussent la date de l'essaimage.
- l'âge de la reine (et donc la taille de la colonie) : 2 à 3 % d’essaimage pour une reine de l’année mais n+1 ➜ 20 % et n+2 ➜ 50 %. La destruction des cellules royales ne suffit pas à empêcher l'essaimage[7].
- une température trop élevée dans la ruche (aération insuffisante).

Il existe différentes techniques pour limiter l'essaimage :
- Choisir une reine de qualité. Les reines "tout venant" essaiment beaucoup plus que les reines créées par des professionnels.
- Couper une aile de la reine. Lorsqu'une aile de la reine est coupée, un essaim peut sortir, mais en raison de l'incapacité de la reine à voler, l'essaim se rassemblera juste à l'extérieur de la ruche originale en attendant qu'une jeune reine naisse et parte avec lui. Pendant cette attente, l'essaim peut être facilement recueilli. Ce n'est pas une méthode de prévention de l'essaimage mais c'est une méthode de récupération des essaims.
- Appliquer la méthode du damier[8] : À la fin de l'hiver, les cadres sont réarrangés près du couvain. On alterne des cadres pleins de miel et des cadres vides. On pense que seules les colonies qui perçoivent avoir des réserves suffisantes tenteront d'essaimer. Les cadres de damier près du couvain détruisent apparemment ce sentiment d'avoir des réserves.
- Détruire régulièrement les cellules royales (au moins une fois par semaine) est parfois conseillé mais cela a en fait tendance à accélérer l'essaimage[9].
- la division ou essaimage artificiel (voir ci-dessous)

## Division ou essaimage artificiel
La division de colonies ou essaimage artificiel est une bonne méthode pour limiter l'essaimage naturel. L'essaimage artificiel consiste à diviser artificiellement et de manière préventive une ruche forte (c'est-à-dire très riche en abeilles et qui a au moins déjà passé un hiver) en deux parties (si on veut une récolte de miel cette année là) ou en trois parties (si on ne veut pas récolter de miel dans l'année). Cela permet à la fois de faire baisser la pression de l’essaimage et d'améliorer la génétique en faisant élever des reines sélectionnées aux abeilles prélevées dans la ruche d'origine.

### Méthodes

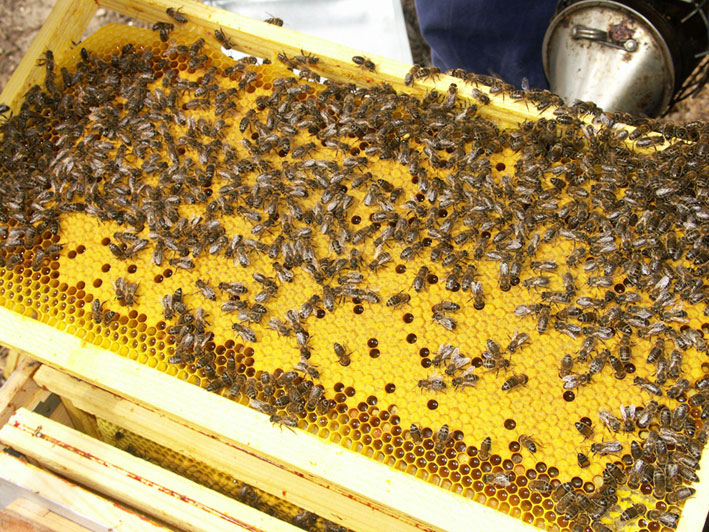
Au moins un cadre de couvain est indispensable pour réussir une division de colonie.

#### Sans avoir besoin de trouver la reine
On crée un essaim artificiel en prélevant dans la ruche source (forte et avec une reine de qualité) :
- un à deux cadres de couvain avec les abeilles nourricières qu’ils portent
- un cadre de pollen et
- un cadre de miel.

On vérifie qu’un cadre au moins est porteur de couvain ouvert avec des œufs et/ou de larves de moins de 24 heures. Il faut effectuer la même vérification dans la partie qui reste en place et dont la population est resserrée. On remplacera les emplacements vides par des cadres de cire gaufrée à bâtir ou des cadres déjà bâtis. L’ensemble à déplacer sera logé dans une ruche partitionnée, ou mieux dans une ruchette adaptée au volume du paquet d’abeilles ainsi constitué.
La division en éventail est la plus simple car elle ne nécessite pas de repérer la reine ni d'éloigner la seconde ruchette. On place simplement la ruche source et la nouvelle ruche en éventail (côte à côte) en mettant si on a repéré la reine, la ruche sans reine à la place de la ruche source pour lui permettre de récupérer le plus de butineuses possible.
Si on doit séparer les 2 parties de la colonie divisée (lors d'un achat d'essaim par exemple), il faut veiller à éloigner la ruchette de la ruche d'origine (au moins trois kilomètres) pour éviter que les ouvrières de la ruchette retournent à leur ruche d'origine. Les ouvrières ainsi isolées s’attelleront très vite à la production d'une nouvelle reine, afin d'assurer la survie de leur nouvelle colonie.
La méthode du plan DEMAREE ou DEMARIE permet également une division simplifiée en superposant deux corps de ruches séparés par une grille à reine.

#### En trouvant la reine
Trouver la reine dans une ruche n'est pas toujours facile mais cela permet de faire des divisions de meilleure qualité.
Une fois la reine localisée, on place le cadre sur lequel elle se trouve dans une ruchette avec un autre cadre de couvain prêt à naître et un cadre de réserves. Cette ruchette correspondra ainsi à l'équivalent d'un essaimage dans lequel la reine serait partie avec assez peu d'abeilles. L'avantage est que ces 3 cadres vont permettre de créer une nouvelle colonie dans le rucher au lieu que l'essaim quitte le rucher et disparaisse dans la nature.
Les 7 cadres restants dans la ruche source (qui n'a plus aucun risque d'essaimer puisque sans reine) vont permettre d'élever des reines de bonne qualité car disposant de beaucoup d'abeilles et de ressources alimentaires pour s'occuper des cellules royales créées à la suite de la disparition de la reine. Cette ruche produira également beaucoup de miel car elle n'aura pas alimenté de larves (autres que les quelques cellules royales créées pour faire une nouvelle reine) pendant plus d'un mois, période nécessaire pour qu'une nouvelle reine naisse, soit fécondée et commence à pondre.
Attention, lorsqu'on introduit des cadres de couvain dans un nucléï pour faire une reine, il vaut mieux ne pas du tout ouvrir la ruche pendant les 30 jours suivants l'introduction afin de ne pas risquer d'endommager les cellules royales qui sont assez fragiles. D'autant qu'une colonie sans reine a tendance à être plus agressive.

### Période
On peut faire cette division de mi-avril à mi-juin en fonction de la force de la colonie.
Afin que les nouvelles reines nées de la division puissent être fécondées dès leur naissance (survenant une quinzaine de jours après la division), on attendra de voir apparaître dans la ruche d'origine les premières cellules de faux bourdons avant de lancer une division. Attention, une division faite trop tôt (c'est-à-dire avant que les mâles soient bien matures, que les températures soient plus clémentes et que les ressources florales soient abondantes) a de grandes chances d'échouer.
L'idéal, si on a un accès facile et régulier à ses ruches, est de faire une visite de ses ruches à diviser tous les 7 jours en surveillant la présence de cellules royales pondues (attention, il y a dans un premier temps des cellules royales en préparation mais non pondues). En effet, un essaim ne quittera la ruche qu'après avoir operculé une cellule royale, cette operculation se fait 7 à 8 jours après la ponte. En faisant une visite tous les 7 jours, on peut faire la division dès qu'on trouve des cellules royales pondues. En utilisant les cadres porteurs de ces cellules pour diviser, on est sûr d'avoir une reine de bonne qualité (car jamais nourrie avec autre chose que de la gelée) et on gagne quelques jours sur la production d'une nouvelle reine puisqu'au moment de la division, la reine sera déjà en cours de gestation et naîtra seulement une dizaine de jours plus tard.
On peut encore plus réduire la période d'orphelinage en insérant dans la ruche orpheline une cellule royale ou une reine fécondée (auto-produite ou achetée à un éleveur) plutôt que d'attendre la construction d'une cellule royale sur le couvain. L'introduction d'une reine fécondée tout de suite après la division fait gagner environ un mois de ponte (soit plusieurs dizaines de milliers d'abeilles) comparé à la méthode du remérage naturel.

### Les risques et inconvénients de la division
Les principaux risques de la division sont :
- le refroidissement des colonies. Les abeilles se retrouvent beaucoup moins nombreuses dans leur ruche et ont donc plus de mal à maintenir les 35 degrés nécessaires à la survie du couvain. Une ruchette doit contenir au moins l'équivalent du volume d'un pot de miel de 500 g rempli d'abeilles. L'utilisation de ruchettes et de partition permet de faire des ruches de faible volume donc bien plus faciles à chauffer.
- Le risque de manque alimentaire et de pillage : généralement, on stimule les jeunes colonies en leur donnant du sirop 50/50 juste après leur division. Ce sirop est très utile pour faciliter l'étirage des cires gaufrées mais les petites colonies sont plus faibles et donc facilement sujettes à pillage. Une réduction de la taille de la porte d'entrée de la ruche permettra de limiter les risques de pillage.
- Un problème de météo et de remérage : vérifier après quelques jours la présence de cellules royales et espérer qu'aucun gel tardif et long (plus de 3 jours) ne viendra tuer ces cellules et que la reine vierge ne sera pas en période de fécondation pendant une semaine de fortes pluies qui l’empêcherait d'être fécondée.
- une perte de production de miel : lorsqu'on divise une ruche de 10 cadres en 2 ruchettes de 5 cadres ou 3 de 3 cadres, on n'a généralement pas de production de miel pour l'apiculteur sur aucune des ruches avant l'année suivante. On peut contourner cet inconvénient en utilisant plusieurs ruches source fortes et en laissant à chacune 4 cadres de couvain. Par exemple, si on a 2 ruches contenant 5 cadres de couvain chacune, on prélève 1 seul cadre de couvain et 1 seul cadre de réserves par ruche. Ce prélèvement "light" permettra d'avoir une production normale sur ces deux ruches ainsi qu'une nouvelle colonie créée grâce aux 4 cadres prélevés dans les deux ruches.

## Récupération des essaims

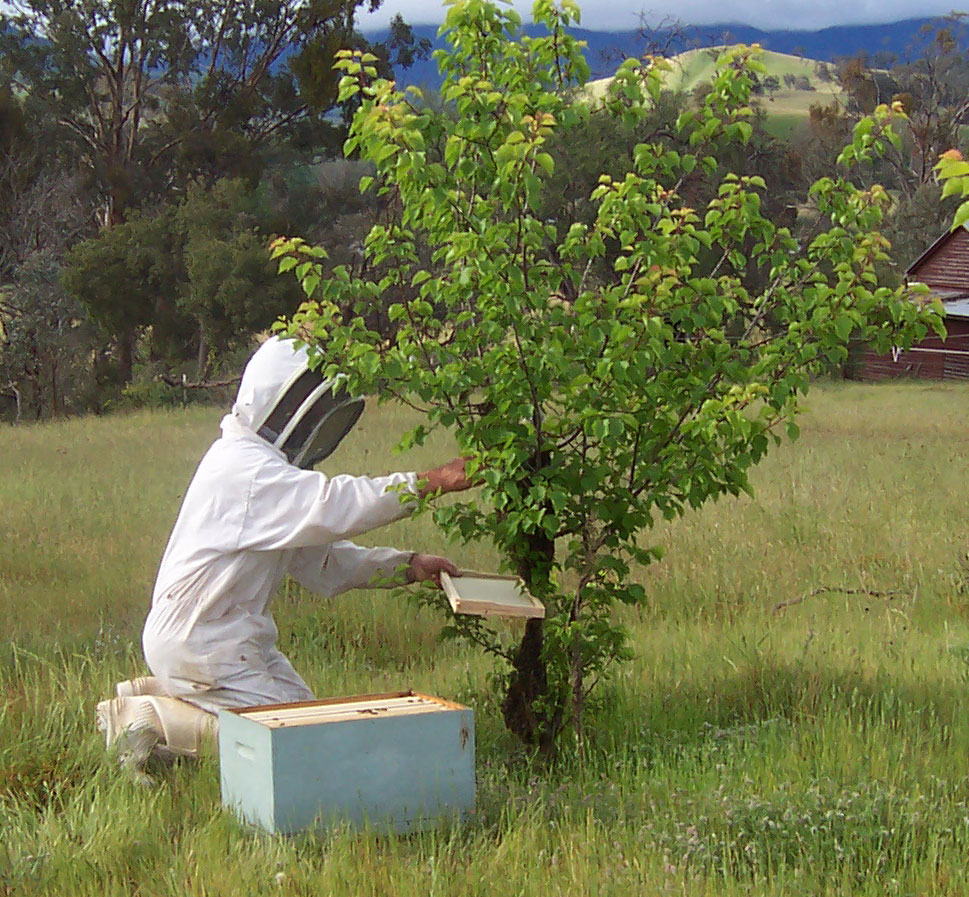
Apiculteur capturant un essaim.

Certains apiculteurs capturent les essaims qu'on leur signale. L'avantage est qu'ils récupèrent un essaim de production supplémentaire dans leur rucher. L'inconvénient est qu'ils récoltent une colonie essaimeuse dont la qualité de la reine est inconnue au lieu d'une souche sélectionnée plus stable.
Il existe différentes méthodes pour capturer un essaim. C'est un procédé délicat dans lequel il convient d'accaparer la majorité des individus, le reste ne pouvant être récupéré ensuite.
Lorsque l'essaim se dépose et forme une grappe, il est relativement facile de le capturer dans une ruchette appelée nucléus. Une méthode qui peut être employée par une journée ensoleillée où l'essaim est situé sur une branche inférieure ou un petit arbre est de mettre un drap blanc sous l'emplacement de l'essaim. Une ruchette est placée sur le drap. L'essaim est pulvérisé de l'extérieur avec une solution de sucre, puis secoué vigoureusement hors de la branche. Le groupe principal, y compris la reine, tombera sur le drap blanc et les abeilles vont rapidement entrer dans le premier espace sombre en vue, qui est l'ouverture de la ruchette. Une marche organisée vers l'ouverture s'ensuivra et après 15 minutes la majorité des abeilles sera à l'intérieur du nucléus. Elles y resteront enfermées une ou deux nuits. Si la ruche est accueillante (propreté, emplacement, protection), l'essaim restera dedans.
Si l'essaim est trop enchevêtré dans son perchoir et qu'il ne peut pas être placé dans une boîte ou un drap, une ruchette peut être suspendue au-dessus et la fumée douce utilisée pour un «regroupement» de l'essaim dans la ruche. La fumée n'est pas recommandée pour calmer un essaim groupé. La fumée aura l'effet inverse sur un essaim groupé, car de nombreuses abeilles vont s'agiter et voler au lieu de s'installer.
Lorsqu'on récupère un essaim (surtout un secondaire ou tertiaire), il vaut mieux placer la ruchette au frais (pour que l'essaim se resserre autour de sa reine) et à l'obscurité pendant 48 heures sinon l'essaim peut facilement déserter. Une autre solution pour fixer l'essaim consiste à lui donner un cadre de couvain frais. 48 h après la récupération, on donne à cette nouvelle colonie du sirop 50/50 afin qu'elle puisse rapidement bâtir les rayons de sa ruche.
Lorsque l’on enruche un essaim secondaire ou tertiaire contenant une reine vierge, le marquage (par une forme géométrique colorée) de la ruche est particulièrement important pour que la reine, après son vol de fécondation retrouve sans problème sa colonie. Ce marquage est plus indispensable encore, lorsque la ruche n’est pas isolée et se trouve proche ou parmi un grand nombre d’autres ruches.
La qualité des essaims récupérés dépend de la période de récupération. Les essaims secondaires ou tertiaires du mois d’avril ou mai ne posent généralement pas de problème. Ceux enruchés après la fin du mois de juin auront plus de mal à se développer. Comme disent les vieux apiculteurs : « Essaim de Mai vaut un char de blé ! Essaim de Juin vaut un char de foin ! Essaim de Juillet ne vaut pas une miette ! ».

### Piégeage
Les apiculteurs souhaitant avoir plus de colonies piègent des essaims. Pour cela, ils utilisent une ruchette usagée bien désinfectée puis frottée avec une boule de propolis pour masquer les odeurs de détergents, bois ou autres. Ils remplissent la ruchette de 5 cadres vides mais usagés (propolisés) avec cire gaufrée neuve et mettent sur un des côtés un cadre plein (déjà alvéolé) de l'année précédente pour libérer un parfum attirant.
C'est principalement l'odeur qui attire les essaims. On peut aussi utiliser un produit nommé "charme abeille" en spray pour rendre la ruchette encore plus attractive. Il s'agit de leurres parfumés qui diffusent lentement un mélange de produits chimiques en volume 1: 1: 1 (citral: géraniol: acide nérolique + acide géranique) provenant d'un petit flacon de polyéthylène. Ces parfums leurres imitent les phéromones d'attraction que les abeilles éclaireuses libèrent pour marquer un site d'accueil souhaitable.
À défaut vaporiser d'eau miellée ou mieux d'eau de cire (reste de rayons noirs bouillis quelques minutes dans un peu d'eau puis filtrés dans un vieux bas. Mélanger le liquide, noirâtre obtenu avec un peu de miel puis vaporiser l'intérieur des ruches pièges). Certaines odeurs fortes sont aussi attirantes pour les abeilles (huile essentielle de citronnelle, mélisse, tanaisie). Toujours pour optimiser les odeurs de cire et de propolis, certains passent un léger coup de lampe à souder ou chalumeau sur les parois de la vieille ruche avant de la mettre en place. Les anciens conseillaient même d'uriner aussi souvent que possible près de la ruche, car les abeilles seraient attirées par les sels minéraux de l'urine.
Dès la fin de l'hiver (pour que les abeilles éclaireuses puissent les repérer lors de leurs explorations du voisinage), la ruchette est placée bien d'aplomb dans un lieu non venteux, à un emplacement bien visible mais ombragé, sur un arbre à une hauteur de 5 m idéalement (mais on peut descendre jusqu'à 2 m, entrée de la ruche (ronde de préférence, d'environ 12 cm2 et située en bas de la ruchette) dirigée vers le sud. Une colonie peut essaimer dès que la météo a été assez bonne pour qu'elle puisse bien se développer grâce aux apports de pollen et de nectar, condition sine qua non pour que la reine ponde fortement.
Quand le piège a fonctionné, on déplace la ruche ailleurs et on place un nouveau piège au même endroit car il s'agit d'un endroit propice (à proximité d'un rucher existant par exemple) qui attirera régulièrement des essaims.
L'essaim n'entre pas forcément directement dans la ruche servant de piège, mais les odeurs de propolis et de miel favorisent son arrivée. S'il se pose à quelques mètres, il ne reste plus qu'à placer la ruchette sous l'essaim et l'y faire entrer.